# Borkówko
Borkówko (nazwa oboczna Borkówko Małe; kaszb. Bòrkòwò Małé) – przysiółek wsi Borkowo Lęborskie w Polsce, położony w województwie pomorskim, w powiecie wejherowskim, w gminie Choczewo, na obszarze Pobrzeża Kaszubskiego.
Przysiółek jest częścią składową sołectwa Borkowo Lęborskie.
W latach 1975–1998 przysiółek administracyjnie należał do województwa gdańskiego.
W miejscowości znajduje się zabytkowy neobarokowy  dworek z pocz. XX w., parterowy z dwukondygnacyjnym ryzalitem na osi fasady i z bocznymi alkierzami, wraz z dawnym parkiem o powierzchni 1,45 ha, od 2017 roku poddawany renowacji. Przed 1945 należał do Georga Viehstaedta. Dzisiaj obiekt ten należy do Daniela Obajtka, szefa Orlenu.